# 祝融号
祝融号（しゅくゆうごう、中国語: 祝融; 拼音: Zhùróng）はマーズ・ローバーであり、中国が最初に地球以外の惑星に上陸させた探査車である。中国国家航天局（CNSA）が火星に向けて打ち上げた天問1号の一部である。
宇宙船は2020年7月23日に地球から打ち上げられ、2021年2月10日に火星の軌道に投入された。探査車を運ぶ着陸船は、2021年5月14日に火星に成功裏に軟着陸した。中国はアメリカ合衆国に次いで、火星に宇宙船を成功裏に軟着陸させ火星表面から交信を開始させた2番目の国になった。祝融号は2021年5月22日2時40分（UTC）に配置についた。

## 命名
火星が中国などの東アジアの国で「火の惑星」と呼ばれていることから、祝融号は火と明かりに関連する中国の神話上の人物祝融に因んで名付けられている。2021年1月20日から2021年2月28日まで行われた一般のオンライン投票で、祝融号は504466票を獲得して1位になるとともに正式名として選ばれた。この名称は「中国の星間探査の炎を燃え上がらせ星々を探査しようという中国人民の決意を象徴し、宇宙の未知を明らかにする」意味で選ばれた。

## 歴史

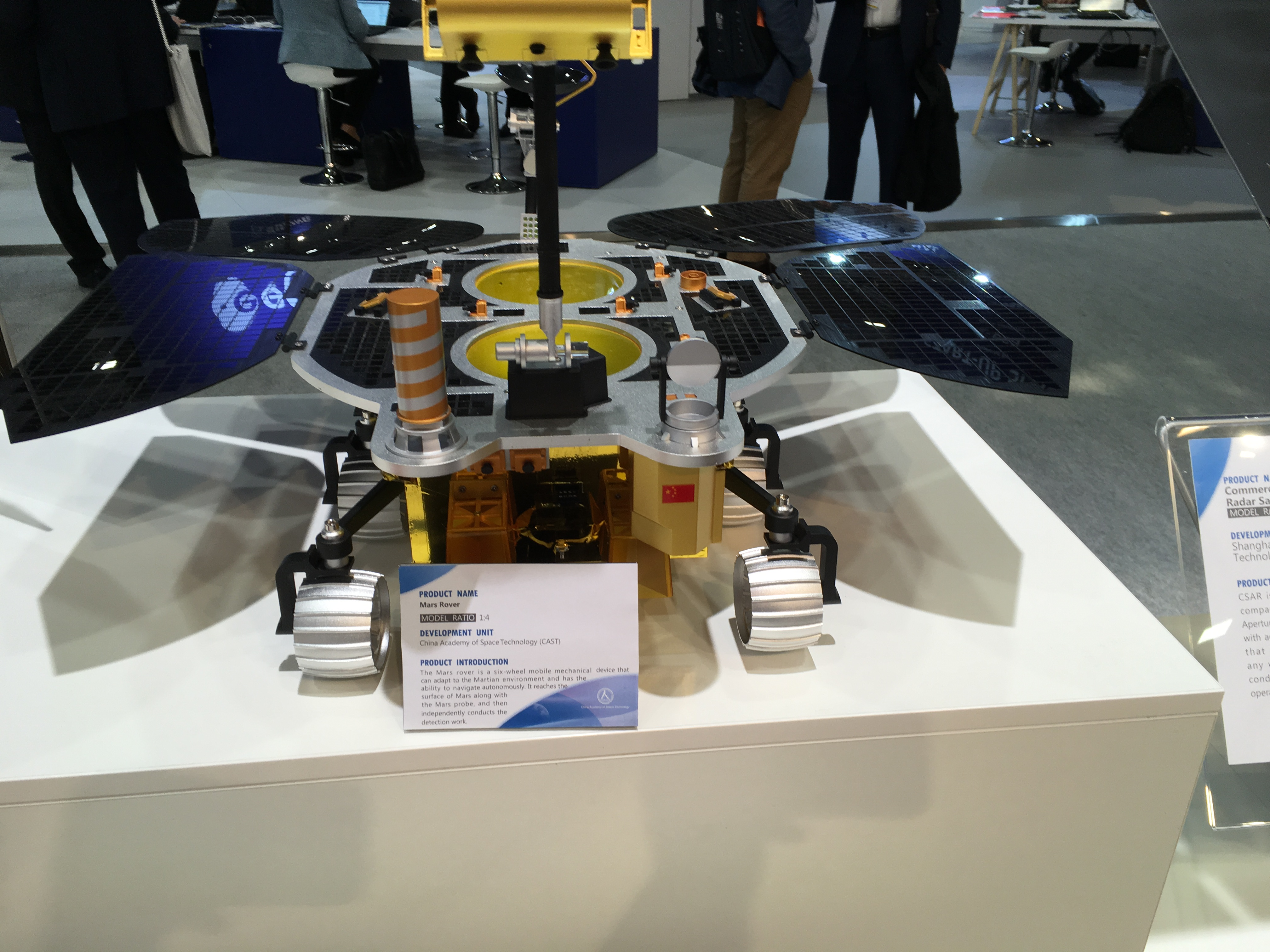
第69回国際宇宙会議の祝融号の実物大模型

中国はロシアとの共同事業で火星宇宙船蛍火1号を送ることで2011年に最初の惑星間探査計画を開始した。ロシアの打ち上げロケットの失敗で地球軌道を離脱しなかった。その結果、当時の中国の宇宙当局は、独自の火星探査事業に乗り出した。
将来の火星探査車の最初の初期モデルは、2014年11月に第10回中国国際航空宇宙博覧会で展示された。月に投入された月面探査車玉兔と同様の外観があった。
2016年4月22日、CNSA局長許達哲は火星探査事業が2016年1月11日に承認されたことを発表した。無人観測宇宙船が火星軌道に送られ2020年に火星に着陸する企画であった。
2016年8月23日、一つの探査事業で火星宇宙船や着陸船、探査車の構成を確認した中国は、火星探査事業用宇宙船の最終報告の主要な概念を明らかにした。
火星探査事業の科学的目標と乗組員が2017年12月にJournal of Deep Space Explorationで公表された文書で表明された。
2020年4月24日、中国の惑星間探査計画が天問の名前や計画の標章と共に正式にCNSAから発表された。2020年に行う火星探査事業である計画の最初の任務は、天問1号と名付けられた。
2021年4月24日、やがて起こる着陸計画を予定してCNSAは正式に探査車は祝融号と名付けることになると発表した。

## 着陸地域選定
着陸地域は二つの基準に基づいて決定された。
- EDLの際の緯度や海抜、勾配、地表の状態、岩石の分布状態、着陸地点の風速、要求される視程などの技術的可能性
- 地質（英語版）や土壌構造と氷の分布、表面の成分、鉱物、岩石の分布、磁場探査などの科学的目標

クライシ平原とユートピア平原という二つの地域が次の段階で前もって選ばれた。

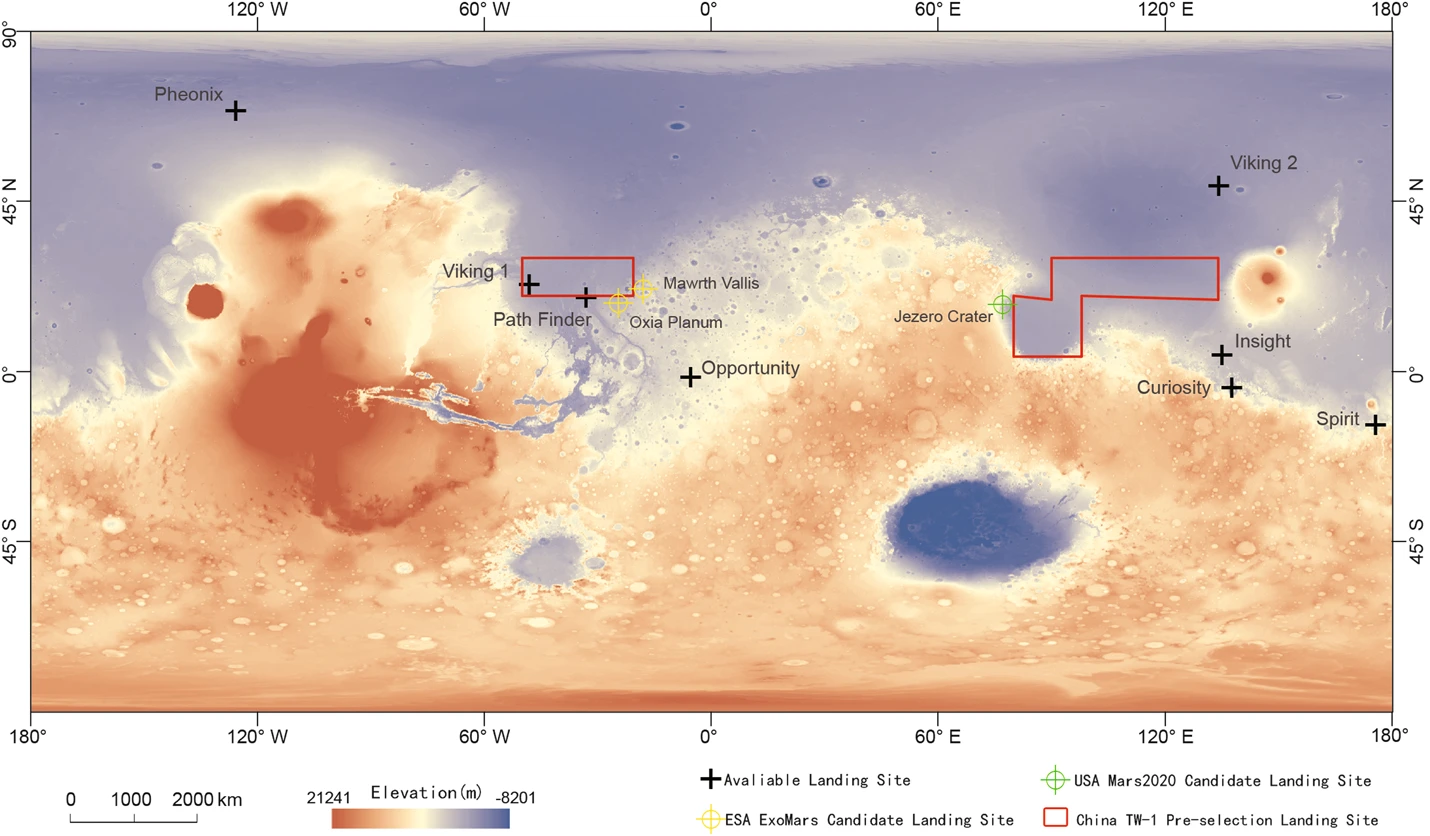
天問1号の二つの着陸地点候補が火星の地図上に赤い線で囲まれている。左側がクライシ平原に当たり、右側がユートピア平原に当たる。

ユートピア平原の方が火星の北半球に古代の大洋が存在したかどうかの証明を見出す良い機会があるとチームに好まれた。結局探査事業の最終着陸地域に選ばれた。

## 探査事業の時系列
祝融号を搭載した天問1号が2020年7月23日12時41分（UTC+8）に長征5号により文昌衛星発射場から打ち上げられた。
惑星間空間を202日間飛行すると、天問1号は2021年2月10日に火星の周回軌道に入り、それにより中国で最初の人工衛星になった。続いて数個の軌道操作を行い、来たる着陸に向けた準備として火星上の着陸地点の探査を開始した。
2021年5月14日、上陸船と祝融号は、天問1号を離れた。9分で終了した火星の大気圏突入を行うと、上陸船と祝融号は、大気用船体やパラシュート、逆推進ロケットを組み合わせて使いながら、ユートピア平原に成功裏に軟着陸した。着陸と共に中国はアメリカ合衆国に次いで火星表面に完全に機能する宇宙船を運航する2番目の国になった。
祝融号との安定した交信を開始すると、CNSAは2021年5月19日に火星表面からの最初の写真を公開した。
2021年5月22日北京時間午前10時10分（0240GMT）に探査計画を開始しながら祝融号は上陸用プラットフォームから火星表面に進み出た。
2021年6月11日、CNSAは祝融号に撮影されたパノラマ映像や火星の大地に置かれたワイヤレスカメラで撮影した祝融号や天問1号着陸船の色付けしたグループ写真などの火星表面からの最初の科学的映像集を公開した。パノラマ映像は祝融号が火星表面に投入される前にNaTeCamで撮影した24枚の写真である。映像は着陸地点近くの地形と岩石地帯が白く波打つ形状の小さいが広がりのある岩や泥火山のある特有の南部ユートピア平原に関する科学者の事前の予想と一致したことを示している。

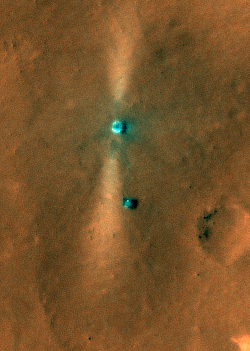
2021年6月6日にアメリカ航空宇宙局のMROのHiRISEに撮影された祝融号と着陸船

2021年6月27日、CNSAは計器（火星気象観測機（MCS））で記録した祝融号で作られた音の1カットなどの火星表面上の祝融号のEDL過程や動きの映像やヴィデオを公開した。
2021年7月11日現在、CNSAは祝融号が火星表面上を410 m (1,350 ft)以上移動したと発表した。
2021年7月12日、祝融号は5月14日の着陸時に火星表面に投下したパラシュートとバックシェルを訪れた。
2021年10月6日、9月下旬から始まった太陽雑音妨害のため、科学探査を一時中止したと発表した。太陽雑音妨害が終了する10月中旬ごろから科学探査を再開する予定であるとしている。
| 日付          | 運用時間 | 移動距離         | 備考   |
| ------------- | -------- | ---------------- | ------ |
| 2021年6月27日 | 42火星日 | 236 m (774 ft)   | [ 34 ] |
| 2021年7月11日 | 55火星日 | 410 m (1,350 ft) | [ 35 ] |
| 2021年7月17日 | 64火星日 | 509 m (1,670 ft) | [ 36 ] |
| 2021年7月30日 | 75火星日 | 708 m (2,323 ft) | [ 37 ] |
| 2021年8月6日  | 82火星日 | 808 m (2,651 ft) | [ 38 ] |

## 実地踏査

### 目標
予定された祝融号の任務は、下記の通りである。
- 各地の地形と地質を研究する。
- 土壌や氷の中身を試験する。
- 成分や鉱物、岩石を調査する。
- 大気のサンプル

### 計器類

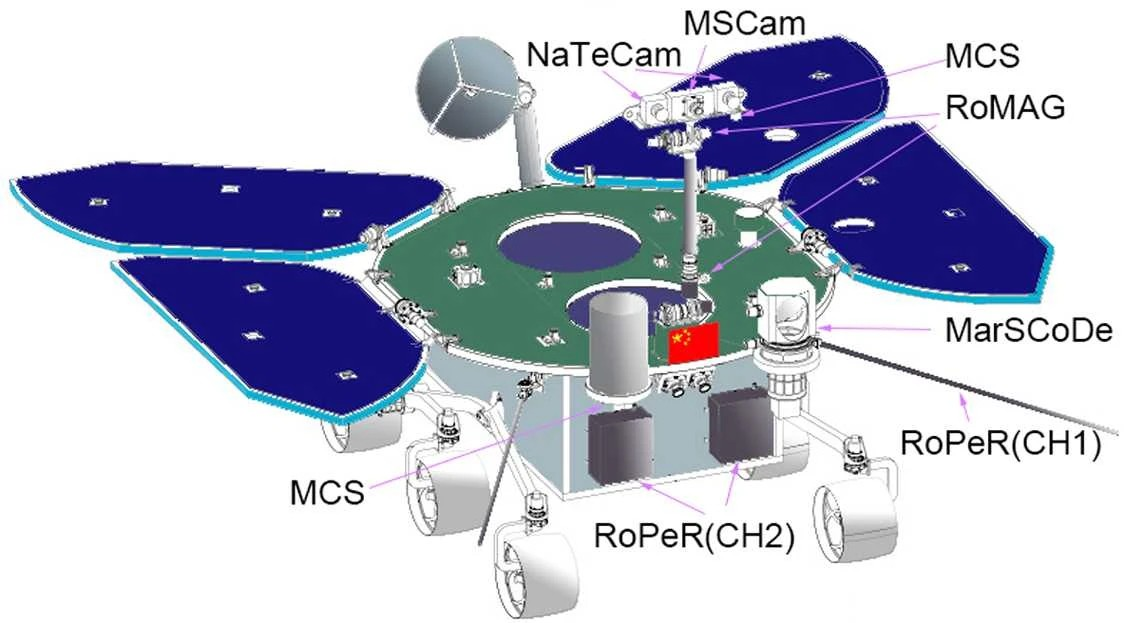
祝融号のボード上のペイロードの形状とレイアウト

6輪の祝融号は、重量が240 kgで高さが1.85 mである。4つの太陽パネルで電力を供給し、6つの科学的計器類を運んでいる。
- 火星探査車貫通レーダー（RoPeR）地中レーダー探査（GPR）：火星の地下約100 m (330 ft)を見られる2つの周波数[41]。同じ年に離陸し着陸したアメリカ航空宇宙局のパーサヴィアランスに装備された物と共に火星に投入された最初の2つの地中貫通レーダーの一つであった[42]。
- 火星探査車磁力計（RoMAG）：火星表面の移動測量に基づき近くの磁気野の細かい構造を得る。
- 火星気象観測機（MCS）（MMMI（火星気象測定器）とも）：温度や気圧、風速、地表大気の方向を測定し、火星の音をとらえるマイクがある。祝融号投入に際しマーズ2020パーサヴィアランスに探査車のマイクに次いで成功裏に火星の音を録音した2番目の火星音計器として動きながら録音した。
- 火星表面複合探知器（MarSCoDe）：レーザー誘起ブレークダウン分光法（LIBS）と赤外線分光学を併せている[39]。
- 複合スペクトルカメラ（MSCam）：MarSCoDeやMSCamと併せて火星表面の水環境と派生的な鉱物の種類の関係を確立し水が存在するための歴史的な環境を調査する鉱物の成分を調べる。
- 誘導・地形カメラ（NaTeCam）：2048×2048の解像度を持ちNaTeCamは地形図を作図し、傾斜や起伏、でこぼこのような要素を引き出し、地質構造を調査し、表面要素の地質構造について総合的な分析を行う。

6つの科学的計器類の内、RoPeRは探査中に機能し、MarSCoDeとMSCam、NaTeCamは、静止している時に機能し、RoMAGとMCSは、動いている時か停止中の両方で機能する。
他の計器類に次のものがある。
- リモートカメラ：2021年6月1日に祝融号と着陸船の写真を撮るために祝融号が落とした小さなカメラ。撮った映像は、Wi-Fiを通じて祝融号に転送されている[43][7]。

### 計画
祝融号は90火星日の寿命が予定されている。元々3火星日毎に1つの期間と定義された。各期間毎の基本路線は下記の通りである。
- 1火星日目：NaTeCamが分析と予定された運用のために火星表面を撮影する。
- 2火星日目：各ペイロードが科学的探査を行う。
- 3火星日目：祝融号が目的地に向けて移動する。RoMAGとMCSが探査の際にデータを収集する。

獲得したデータは、火星日毎にダウンリンクされる。データは科学団体に公開される前に職務上5-6か月間の所有期間にCNSAのチームにより処理される。
2021年7月、天問1号の設計者は、祝融号がこれまで以上の実績を上げるために探査作業を加速しながら元々の3火星日単位が1つに纏められていることを公表した。

## ギャラリー

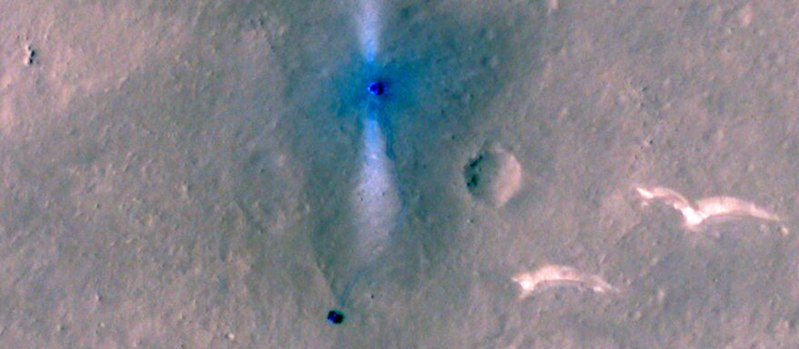
2021年6月11日に''MRO''から見える'''祝融号'''と天問1号
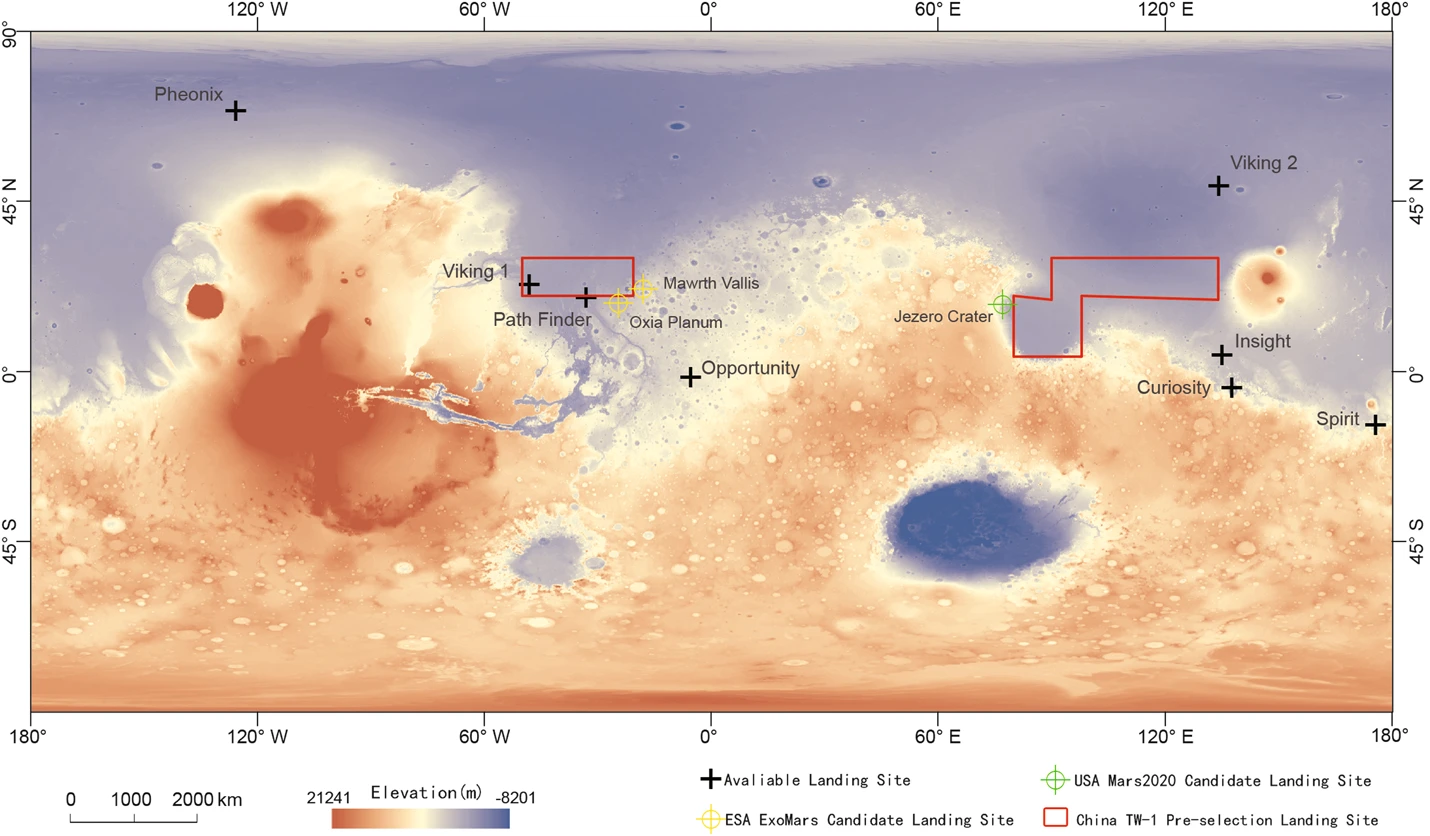
祝融号と他の火星探査車の着陸地点